# Dwa oblicza
Dwa oblicza – pierwszy studyjny album polskiego rapera Pawła Buczkowskiego, znanego jako Buczer. Został wydany 24 lutego 2012 roku nakładem wytwórni RPS Enterteyment, której właścicielem jest znany raper Peja. Za produkcję muzyczną odpowiadali Peter, I'Scream, Beat Riders, Pingu, Aifa i L.A. - członek duetu producenckiego WhiteHouse. Gościnnie wystąpili zagraniczni jak i rodzimi artyści, a wśród nich Teflon, Troy'ce Sayles, Kobra, Ten Typ Mes, Peja, czy Trzeci Wymiar. Pierwszym singlem promującym produkcję był utwór "2 oblicza" z gościnnym udziałem Mark Battelsa i Brożasa.

## Lista utworów
Źródło.
1. "Intro" (produkcja: Peter)
2. "2 oblicza" (produkcja: Peter, gościnnie: Mark Battels, Brożas)
3. "Flow 3" (produkcja: I' Scream)
4. "W jedną stronę bilet" (produkcja: Beat Riders, gościnnie: Kala)
5. "Moje życie to rap" (produkcja: Pingu, gościnnie: Trzeci Wymiar)
6. "Gotta Get Some 2" (produkcja: Pingu)
7. "Coraz więcej" (produkcja: Beat Riders, gościnnie: Ten Typ Mes, Zawik)
8. "Born 2 Win" (produkcja: Beat Riders, gościnnie: Troy'ce Sayles)
9. "Przykra prawda" (produkcja: I' Scream, gościnnie: Bezczel, Zelo)
10. "Wichura" (produkcja: Pingu)
11. "Fake" (produkcja: Aifa, gościnnie: Dondi)
12. "Wina" (produkcja: Pingu)
13. "2011" (produkcja: Pingu)
14. "I po co" (produkcja: Aifa, gościnnie: Błajo)
15. "Wiara czyni cuda" (produkcja: L.A., gościnnie: Peja, Kobra)
16. "Prawdziwe życie" (Real Life) (produkcja: Peter, gościnnie: Teflon)
17. "Nie imponuje mi to" (produkcja: Peter, gościnnie: Zawik, Dondi)
18. "Towar" (produkcja: Peter)
19. "Outro" (produkcja: Peter)